# Capparis cynophallophora
Capparis cynophallophora là một loài thực vật có hoa trong họ Capparaceae. Loài này được L. mô tả khoa học đầu tiên năm 1753.